# Списак стрип аутора
Ово је списак „стрип аутора“. Иако постоји више врста стрипова, у овом списку наведени су углавном аутори стрип свески и цртаних романа. У списку се могу наћи и аутори новинског стрипа, али само они који су заслужни за иновације у жанру. Аутори су у списку раздељени на земље њиховог порекла, иако многи аутори објављују своје радове у другим земљама или су њихови држављани. 

## Аргентина
(стрип - historieta)
- Бреча, Алберто
- Бреча, Енрике
- Бреча, Кристина
- Бреча, Патрисија
- Кино
- Муњоз, Хосе
- Ектор Херман Остерхелд
- Рисо, Едуардо цртач Вертиговог стрипа 100 метака
- Сампајо Карлос
- Хименез, Хуан

## Аустралија
- Дарен Вајт
- Дејвид Јардин
- Пол Кид
- Кристијан Рид
- Никола Скот
- Џон Сомарива
- Гари Чалонер

## Белгија
(стрип-bande dessinée, BD, strip(verhaal))
- Жан Ван Аме
- Вили Вандерстен
- Мишел Велан
- Вил (Вили Малте)
- Жан Гратон
- Боб де Грот
- Бернар Димон (Беди)
- Ерже (Жорж Реми), аутор стрипа Авантуре Тентена
- Едгар Пјер Жакоб (Едгар П. Жакоб)
- Филип Желик
- Лисјен Де Жијете
- Жиже (Жозеф Жијен)
- Виктор Ибенон
- Илер (Бернар Илер)
- Ерман Ипен (Ерман)
- Пол Кивелије
- Раул Ковен
- Данијел Кокс
- Дидије Коме
- Крис (Дидије Крипел)
- Ламбил (Вили Ламбијот)
- Марк Лежендр
- Роже Лелуп
- Филип Лијежоа (Турк)
- Жозеф Лукс (Жо-Ел Азара)
- Ремон Машро
- Мерхо (Роберт Мерхотен)
- Мидам (Мишел Ледан)
- Боб де Мор
- Морис (Морис де Бевер)
- Џеф Нис, аутор стрипа Jommeke
- Пап
- Пејо (Пјер Кијифор)
- Птилик (Лик Лефевр)
- Мишел Рењије (Грег)
- Роба
- Жан-Клод Серве
- Марк Слен (Марк Нелс)
- Беноа Сокал
- Андре Франкен
- Жан Мишел Шарлије, коаутор Блуберија
- Франсоа Шитен

## Бразил
(стрип-HQ, história em quadrinhos)
- Касаро, Марсело, аутор стрипа Holy Avenger

## Канада
- Вон Алан
- Андерсон, Хо Че
- Бакли, Лио
- Бел, Марк
- Бенгоф, Џон Вилсон
- Берн, Џон
- Биржоа, Алберик
- Бјули, Џими
- Ботенберг, Руперт
- Браун Ерик
- Браун, Честер
- Валијум, Анријет
- Воли, Питер
- Гањон, Ришар
- Дусе, Жили, ауторка стрипа Dirty Plotte
- Жоли, Беноа
- Ишервуд, Џеф
- Кастре Женевјев
- Ким, Ерик
- Дејвид Колијер
- Купер, Дејв
- Лобло, Боб
- Мавријас, Били
- Мат, Џо
- Мекалок, Дерек
- Миро, Берни
- Морисет, Габријел
- Окли, Марк, аутор стрипа Лопови и краљеви
- Олман, Џо
- Ијан Оренстајн
- Андре Пиже
- Рајт, Даг - (1917-1983)
- Сем, Салгуд познат и као Макс Даглас
- Сет рођен као Галант, Грегори
- Сим, Дејв
- Стјуарт, Камерон
- Танди, Лиф
- Терио, Ерик
- Тремблс, Рик
- Чанг, Бернард
- Чија, Шервин позната и као Сали

## Чиле
- Рене Риос, познат и као Пепо
- Ходоровски, Алехандро

## Хрватска
(стрип)
- Биуковић, Едвин
- Гргић, Златко
- Гачић, Душан
- Девлић, Радован
- Делач, Владимир
- Дјешка, Марко
- Жежељ, Данијел
- Зимонић, Крешимир
- Кордеј, Игор
- Мауровић, Андрија
- Мацан, Дарко
- Радиловић, Јулио - Јулес

## Куба
(стрип-historieta, muñequitos)

види Списак кубанских стрип аутора.

## Данска
(стрип-tegneserie, множина: tegneserier)
- Киде, Руне
- Кристијансен, Теди, цртач стрипа Грендел, и Супермен: Метрополис
- Куре, Хенинг
- Мадсен, Петер
- Снејберг, Петер, цртач стрипа Господари безакоња, Старман
- Стрид, Јакоб Мартон

## Финска
(стрип-sarjakuvat)
- Јансон, Ларс, непотписан цртач/сценариста стрипа Породица Мумин  задњих година
- Јансон, Тове, цртач стрипа Породица Мумин
- Кеконен, Тимо
- Ковач Кати
- Коивисто, Тармо, цртач стрипа Mämmilä
- Лармола, Киви
- Лепенен, Кари, цртач стрипа Achilles Wiggen
- Манинен, Пека
- Ментери, Анси
- Палса, Калерво
- Ранта, Виле
- Туомола, Јуба, аутор стрипа Viivi ja Wagner
- Хујтула, Кристијан
- Хилтунен Петри

## Француска
(стрип-bande dessinée, BD)
- Беје
- Беноа, Тед
- Берберијан, Шарл
- Билал, Енки
- Бине, Кристијан
- Блен, Кристоф
- Бошар, Давид познат и као Давид Б.
- Бретеше, Клер
- Бук, Франсоа
- Буржеон, Франсоа
- Верон, Мартен
- Вијмен
- Волински
- Готлиб, Марсел
- Гошини, Рене сценариста „Астерикса“
- Дипи, Филип
- Дорисон, Ксавијер
- Ерол, Ален
- Ефмир
- Жијар, Андре
- Жиро, Жан, цртач „Блуберија“, познат и као Жир и Мебијус
- Зеп
- Јан познат и као Балак (Јан Ле Пенетје)
- Каби
- Карали, Едуар, познат и као Едика
- Коме, Дидије
- Кристен, Пјер
- Кристоф (Жорж Колон)
- Ларсене, Емануел
- Ледроа, Оливије
- Ле Тандр, Серж
- Лоазел, Режис
- Лофисје, Жан-Марк
- Лофре, Матје
- Мајорана, Бруно
- Мандрика
- Маржерен, Франк
- Мартен, Жак
- Мезијер, Жан-Клод
- Мене, Феликс
- Петијон
- Резер
- Родриг
- Стернис, Филип
- Сфар, Жоан
- Тарди Жак
- Трондхајм, Луис
- Идерзо, Албер
- Форест, Жан-Клод аутор стрипа „Барбарела“
- Фран, Режис
- Фред
- Шалан, Ив
- Шарлије, Жан-Мишел
- Шере, Андре

## Немачка
(стрип-der Comic, множина: die Comics)
- Брезел (Ретгер Фелдман)
- Вешер, Хансруди
- Јамири (Јан-Михаел Рихтер)
- Каука, Ролф
- Кениг Ралф
- Кречмер, Маријан
- Мерс, Валтер
- Хеген, Ханес
- Пот Хлодвиг
- Шмид, Манфред

## Иран
- Сатрапи, Марјане, аутор стрипа Персеполис

## Израел
(стрип-Comix)
- Гева, Дуду
- Ор, Авив
- Финк, Ури

## Италија
(стрип-fumetto, множина: fumetti)
- Алесандрини, Ђанкарло
- Амброзини, Карло
- Анђолини, Сандро
- Артибани, Франческо
- Астерити, Серђо
- Батаља, Дино
- Белисимо, Франческо
- Берарди, Ђанкарло
- Бињамини, Алесандро
- Бозели, Мауро
- Бонели, Ђан Луиђи
- Бонели, Серђо, или Гвидо Нолита
- Бонфати, Масимо
- Бонви
- Боскарато, Карло
- Ботаро, Лучано
- Боцето, Бруно
- Брандоли, Ана
- Карпи, Ђован Батиста
- Бруно Брунети-Еуђенио Сикоморо
- Буфоленте, Лина
- Буцели, Гвидо
- Векијато, Давид „Дјаву“
- Вила, Клаудио
- Виња, Бепи
- Галепини, Аурелио
- Гатија, Аларико
- Гауденци, Ђакинто
- Д'Алфонзо, Бруно
- Д'Антонио, Ђино
- Де Вита, Масимо
- Де Вита, Пјерлоренцо
- Ди Ђандоменико, Кармине
- Ђаковити, Бенито
- Ђардино, Виторио
- Ђусани, Анђела и Лучана
- Серпјери, Паоло Елеутери
- Енок, Лука
- Занибони, Серђо
- Заудели, Франко
- Кавацано, Ђорђо
- Калегари, Ранцо
- Калури, Данијеле
- Капитанио, Алдо
- Капоне, Аде
- Карпи, Ђован Батиста
- Казертано, Ђампјеро
- Кастели, Алфредо
- Кенди, Карло
- Коломбо, Маурицио
- Коси, Паоло
- Косио, Виторио
- Косио, Карло
- Косу, Уголино
- Крепакс, Гвидо
- Макс КривелоКривело, Макс
- Ландолфи, Лано
- Летери, Гуљелмо
- Либераторе, Танино
- Манара, Мило
- Манфрин, Умберто
- Мартина, Гвидо
- Мари, Никола
- Мастантуоно, Корадо
- Матиоли, Масимо
- Матиоти, Лоренцо
- Меда, Микеле
- Микелуци, Атилио
- Милацо, Иво
- Онести, Клаудио псеудоним Клод
- Оригоне, Агостино и Франко
- Ортолани Лео
- Пенебарко, Данијеле
- Перони, Карло (псеудоним Перогат)
- Пецин, Ђорђо
- Пифарерио, Паоло
- Пјаценца, Андреа
- Полезе, Ренато
- Прат, Хуго
- Равиола, Роберто („Магнус“)
- Ребуфи, Ђорђо
- Риболди, Енеа
- Роси, Паоло
- Ротундо, Масимо
- Секи, Лучано („Макс Бункер“)
- Силвер
- Скарпа, Романо
- Скашители, Сандро
- Склави, Тицијано (аутор стрипа „Дилан Дог“)
- Стајно, Серђо
- Такони, Фердинандо
- Тамбурини, Стефано
- Тичи, Ђовани
- Топи, Серђо
- Тофоло, Давиде
- Родолфо ТортиТорти, Родолфо
- Тревизан, Ђорђо
- Фарачи, Тиро
- Феки, Масимо
- Фенцо, Стелио
- Фрецато, Масимилијано
- Чивители, Фабио
- Чимино, Родолфо
- Чимпелин, Леоне

## Јапан
(стрип-manga)
За јапанске ауторе стрипа видети Мангака

## Македонија
За ауторе који су стварали на подручју Македоније види: Списак македонских аутора стрипа

## Литванија
- Кадзионис, Томас

## Малта
- Сако, Џо

## Холандија
(стрип-strip, stripverhaal, множине: strips, stripverhalen)
- Пит Вајн, аутор стрипа Douwe Dabbert
- Петер де Вит, аутор стрипа Зигмунд
- Герит де Јагер, аутор стрипа Породица Дорзон, Zusje и Sneek (стрип)
- Дан Јипес, цртач и сценариста Дизнијевих стрипова
- Ханко Колк, аутор стрипа Gilles de Geus
- Хенк Којперс, аутор стрипа Франка
- Хајн де Корт, аутор стрипа Жан-Пјер (стрип), Pardon, Lul и Дирк и Дезире
- Ханс Г. Кресе, аутор стрипа Ерик Норман
- Јан Кројс, аутор стрипа Jan, Jans en de Kinderen
- Роберт ван дер Крофт, аутор стрипа Sjors en Sjimmie
- Мартин Лодевајк, аутор стрипа Агент 327
- Ко Луракер, карикатуриста Van nul tot nu
- Франс Пјет, аутор стрипа Sjors en Sjimmie
- Вилбер Плајнар
- Марк Ретера, аутор стрипа DirkJan
- Петер де Смет, аутор стрипа De Generaal
- Ерик Схрерс, аутор стрипа Joop Klepzeiker
- Мартен Тондер, аутор стрипа Oliver B. Bumble
- Мау Хајманс, цртач и сценариста Дизнијевих стрипова

## Нови Зеланд
- Хорокс, Дилан

## Норвешка
(стрип-tegneserie, множина: tegneserier)
- Еверли, Фроде - аутор стрипа Pondus
- Ериксен, Мадс - аутор стрипа М
- Јасон
- Мидтун, Арилд
- Мире, Лисе - ауторка стрипа Неми
- Нилсен, Кристофер

## Филипини
- Џери Алангилан
- Лари Алкал
- Арнолд Аре
- Карло Верхара - Zsazsa Zaturnnah
- Тони Дезунига
- Ник Манабат
- Лан Медина
- Пол Медина, јр. - Pugad Baboy
- Карло Пагулајан
- Вилке Портасио
- Марс Равело
- Лејнил Франсис Ју
- Blitzworx - филипински стрип издавач

## Пољска
- Барановски Тадеуш
- Висњевски, Мјечислав
- Вроблевски, Јежи
- Гавронкјевич, Кшиштоф
- Збих, Анджеј
- Јарковски, Витолд
- Каспшак, Збигњев
- Квјатковски, Тадеуш
- Колођјејчак, Томаш
- Криста, Јануш
- Лешњак, Томаш
- Озга, Јежи
- Павел, Шарлота
- Паровски, Маћеј
- Полх, Богуслав
- Родек, Јацек
- Росински, Гжегож
- Росински, Кристијан
- Скажински, Јежи
- Шилак, Јежи
- Рафал Скажицки
- Слеђински, Михал
- Трусцински, Пшемислав
- Хмјелевски, Хенрик

## Португал
- Рафаел Бордало Пињеиро

## Словенија
- Амалиети, Марјан
- Бертонцељ, Матјаж
- Гатник, Костја („Магна Пурга“)
- Добрила, Саша
- Кастелиц, Душан
- Клеменчич, Јакоб („Obscurator“)
- Кос, Божо
- Лаврич, Томаж
- Мустер, Мики
- Ситар, Изток
- Смиљанић, Зоран
- Шуштершич, Изток

## Србија
Видети Списак стрип аутора из Србије

## Шпанија
стрип-(cómics, historietas, tebeos)
- Бернет, Хорди
- Гварнидо, Хуанхо
- Ибањез, Франсиско
- Каналес, Хуан Дијаз
- Прадо, Мигеланхо
- Ромеро, Оскар
- Торес, Данијел
- Фонт, Алфонзо

## Шведска
Стрип - tecknad serie
- Акебо, Лена
- Алгрен, Данијел
- Андерсон, Макс
- Андреасон, Руне, аутор стрипа Bamse
- Берглин, Јан
- Вестерберг, Андерс
- Гос, Ролф
- Гренвал, Оса
- Дрангер, Џоана Рубин
- Егербрант, Нилс
- Јерденфорс, Симон
- Јакобсон, Оскар, аутор стрипа Silent Sam
- Јонсон, Матс
- Келерман, Мартин, аутор стрипа Роки
- Кјелблад, Макс
- Кранц, Гунар
- Кристенсен, Чарли
- Ларсон, Карл
- Лиљемарк, Давид
- Лиљефорс, Бруно
- Линденгрен, Јоаким
- Лундквист, Гунар, аутор стрипа Klas Katt
- Лундквист, Улф
- Леф, Јан, аутор стрипа Феликс
- Модисон, Коко
- Несле, Давид
- Нистрем, Џени
- О. А. (познат и као Оскар Андерсон)
- Оскарсон, Микаел
- Петерсон, Кристер
- Петерсон, Рудолф, аутор стрипа 91:an
- Пиринен, Јоаким, аутор стрипа Socker-Conny
- Рит-Ола (познат и као Јан-Ерик Гарланд)
- Сандберг, Ларс
- Семитјов, Еуген, аутор стрипа Allan Kämpe
- Серјен, Јохан Тобијас
- Торуд, Сесилија
- Фурмарк, Анели
- Хилерсберг

## Швајцарска
- Абегр
- Нинцли, Фрида
- Дериб, аутор стрипа Јакари
- Зеп, аутор стрипа Titeuf
- Кози, аутор стрипа Jonathan
- Марет
- Марини, Енрико
- Микс и Ремикс
- Рене, аутор стрипа Bill Body
- Тепфер, Родолф
- Фишли, Анди
- Хондо
- Чепи, Данијел

## Уједињено Краљевство
- Абадзис, Ник
- Банистер, Том
- Марк Бакингам
- Баксендејл, Лио
- Бејв, Тери
- Бел, Гордон
- Бел, Стив
- Бенингтон, Марк
- Бергон, Сид
- Брајт, Стив
- Бренан, Ник
- Виток, Колин
- Виндет, Дејв
- Виндсор-Смит, Бари
- Вокер, Брајан
- Вокер, Кевин „Кев“
- Д. Воткинс, Дадли
- Гејман, Нил, Коаутор стрипа The Sandman
- Гобонс, Дејв, цртач стрипа Watchmen
- Глен, Џими
- Гленард, Бари
- Грајст, Пол, аутор стрипова Кејн и Jack Staff
- Григ, Чарлс
- Далас, Џон
- Дејвис, Хенри
- Дејкин, Глен
- Едвард Оливер, Џек
- Елиот, Фил
- Елис, Ворен, аутор стрипова Transmetropolitan и The Authority
- Еплби, Бари (Породица Гамболс)
- Еплби, Бари (Породица Бино Roger the Dodger)
- Истбери, Дејв
- Инис, Гарт, сутор стрипова Проповедник и Судија Дред. Тренутно сценариста стрипа The Punisher
- Кембел, Еди, аутор стрипа Bacchus, цртач стрипа From Hell
- Картер, Реџ
- Кери, Мајк, сценариста стрипа Lucifer
- Клермонт, Крис, дугогодишњи сценариста The Uncanny X-Men и сличних стрипова
- Крајтон, Џими
- Крокер, Џим
- Лејвери, Том
- Ло, Дејвид
- Лоренс, Дон, аутор стрипова Били Кид, Велс Фарго, Пони експрес, Олак гладијатор, Карл Викинг, Трајганско царство и цртач стрипа Сторм
- Мартин, Џорџ
- Менсбриџ, Норман
- Макграт, Боб
- Макафри, Џо
- Макдајармид, Френк
- Макин, Дејв, цртач и колориста
- Макман, Мајк
- Метафрог, аутори стрипа Луис
- Меткалф, Тревор
- Милар, Марк, сценариста Марвеловог стрипа Последњи Екс-Мен и Последњи
- Милиган, Питер, сценариста стрипа Shade, the Changing Man и X-Statix.
- Милс, Пат
- Морисон, Грант, аутор стрипа Невидљиви, сценариста стрипа Човек-животиња и JLA
- Морли, Алан
- Мостин, Дејв
- Мур, Алан, сценариста стрипова Watchmen, О као освета, Ствар из мочваре и Лига џентлмена
- Никсон, Роберт
- Нил, Вик
- Нортфилд, Гари
- О'Донел, Питер, сценариста стрипа Модести Блејз
- О'Донел
- О'Нил, Кевин, цртач стрипа Marshall Law
- Паркинс, Дејвид
- Паркинсон, Најџел
- Парлет, Реџ
- Патерсон, Том
- Пирс, Мајк
- Питри, Џим
- Рејнолдс, Кит
- Рид, Кен
- Ричи, Бил
- Робинсон, Џејмс, сценариста стрипа Човек са звезда и Leave It to Chance
- Скот, Данкан
- Спенсер, Рон
- Садерланд, Дејвид
- Садерланд, Кев Ф аутор стрипа „Бино“
- Талбот, Брајан, аутор стрипа Авантуре Лутера Аркрајта
- Томпсон, Вејн
- цртач демона (познат и као Мат Брукер), цртач стрипа Lazarus Churchyard.
- Џиринг, Џон
- Шарп, Лијам, цртач стрипа Тестамент
- Шервуд, Џон
- Хампсон Френк аутор стрипа Ден Дер
- Хантер, Кен
- Х. Харисон, Кен
- Хјулет, Џејми, аутор стрипа Tank Girl, коаутор стрипа Gorillaz
- Холдавеј, Џим, творац стрипа Модести Блејз
- Џаџ, Малком
- Џенер, Дејв
- Џордан, Сидни, аутор стрипа Џеф Хок

## САД
Видети Списак америчких стрип аутора

## Уругвај
- Барето, Едуардо, цртач у DC Comics

## Разно
(остављено за касније)
- Дери, Флоро
- Моралес, Рагс